# Villiam Vecchi
Villiam Vecchi (Scandiano, 28 de dezembro de 1948 — Régio da Emília, 3 de agosto de 2022) foi um treinador de goleiros e futebolista italiano que jogou como goleiro. Atuou nas equipes de base da Seleção Italiana.

## Carreira

### Jogador
Vecchi começou sua carreira nas divisões de base do Milan mas quando foi para o time principal em 1967 acabou ficando no banco para Fabio Cudicini. Ele se tornou titular na temporada 1972-1973, quando Cudicini se aposentou. Entre 1972 e 1974, Vecchi alternou na titularidade com Pierangelo Belli.
Ele ganhou a Copa Intercontinental de 1969[carece de fontes?] e foi titular na final da Taça dos Clubes Vencedores de Taças de 1972-1973 contra o Leeds United na qual o clube de Milão acabou se sagrando campeão. Ele também jogou a final da Coppa Italia de 1972-1973 contra a Juventus, o jogo terminou empatado e foi pras disputas de pênaltis, Vecchi defendeu os pênaltis de Pietro Anastasi e Roberto Bettega e o Milan se sagrou campeão.[carece de fontes?]
Ele saiu do Milan no final da temporada 1973-1974 e foi para o Cagliari. Vecchi defendeu o gol da equipe durante a temporada 1975-1976 alternando com Renato Copparoni. Na temporada seguinte (1975-1976), ele sofreu uma lesão na mão lhe fez parar de jogar por um bom tempo.
Em 1976-1977, ele se mudou para o Como onde jogou durante cinco anos; Em 1981-1982, ele se mudou para o SPAL, onde terminou sua carreira como jogador.

### Treinador de goleiros
Vecchi começou como treinador de goleiros no Reggina e passou por Parma e Juventus até voltar ao Milan em 2001. Ele ficou no clube de Milão durante mais de uma década (até 2013) até seguir com Carlo Ancelotti para o Real Madrid.
Quando Ancelotti foi demitido do Real Madrid, Vecchi acabou sendo demitido também. Em 2016, ele voltou ao primeiro clube que ele trabalhou como treinador de goleiros, o Reggina.

## Morte
Vecchi morreu em 3 de agosto de 2022, aos 73 anos de idade.

## Títulos
- Campeonato Italiano: 1967-1968
- Coppa Italia: 1971-1972 e 1972-1973
- Campeonato Italiano Serie B: 1979-1980
- Campeonato italiano Serie C1: 1978-1979
- Liga dos Campeões: 1968-1969
- Taça dos Clubes Vencedores de Taças: 1967-1968 e 1972-1973
- Copa Intercontinental: 1969